# Kleine stelling van Fermat
De kleine stelling van Fermat zegt dat voor ieder priemgetal {\displaystyle p} en ieder geheel getal {\displaystyle a} geldt:
{\displaystyle a^{p}\equiv a{\bmod {p}}}
De stelling is genoemd naar Pierre de Fermat (1601 of 1606/7 - 1665).
Als {\displaystyle a} en {\displaystyle p} onderling ondeelbaar zijn is  de stelling equivalent met de uitspraak:
{\displaystyle a^{p-1}\equiv 1{\bmod {p}}}
Als {\displaystyle a} een veelvoud van {\displaystyle p} is, geldt:
{\displaystyle a^{p-1}\equiv 0{\bmod {p}}}
De stelling wordt bijvoorbeeld gebruikt om bij modulair rekenen de restklasse van een groot getal uit te rekenen en is in 1736 door Leonhard Euler bewezen.
Laat {\displaystyle a,p\in \mathbb {Z} } zijn en {\displaystyle p} een priemgetal.
{\displaystyle a{\bmod {p}}} is de rest bij geheeltallige deling van {\displaystyle a} door {\displaystyle p}
Het bewijs van de kleine stelling maakt gebruik van een hulpstelling over modulair rekenen: 
Voor {\displaystyle a{\bmod {p}}\neq 0} geldt: 
{\displaystyle a\cdot m\equiv a\cdot n{\bmod {p}}\ \Longleftrightarrow \ m\equiv n{\bmod {p}}}
dus ook
{\displaystyle a\cdot m\not \equiv a\cdot n{\bmod {p}}\ \Longleftrightarrow \ m\not \equiv n{\bmod {p}}}
Bewijs voor de kleine stelling:
Zij {\displaystyle p} een priemgetal en {\displaystyle a\in \mathbb {Z} }. Er zijn twee mogelijkheden:
- {\displaystyle a{\bmod {p}}=0}

Het spreekt in dit geval vanzelf dat {\displaystyle a^{p}\equiv a{\bmod {p}}}.
- {\displaystyle a{\bmod {p}}\neq 0}.

Beschouw alle getallen {\displaystyle 1,2,\ldots ,p-1}. Deze {\displaystyle p-1} getallen zijn modulo {\displaystyle p} ongelijk aan 0. Het product {\displaystyle ab} van een van deze getallen {\displaystyle b} met {\displaystyle a} is modulo {\displaystyle p} weer gelijk aan een van deze getallen.
{\displaystyle a\not \equiv 0{\bmod {p}}} en als {\displaystyle a\cdot b\equiv 0{\bmod {p}}}, dan {\displaystyle a{\bmod {p}}=0} of {\displaystyle b{\bmod {p}}=0}. Het product {\displaystyle ab} kan dus geen 0 zijn.
Voor {\displaystyle x,y\in \{1,2,\ldots ,p-1\}} geldt dat {\displaystyle x\not \equiv y{\bmod {p}}\Leftrightarrow a\cdot x\not \equiv a\cdot y{\bmod {p}}}. Dus vormen de getallen {\displaystyle a\cdot 1,a\cdot 2,\ldots ,a\cdot (p-1){\bmod {p}}} een permutatie van de getallen {\displaystyle 1,2,\ldots ,p-1}.
Hieruit volgt voor de vermenigvuldiging met {\displaystyle a} dat {\displaystyle (1\cdot a)\cdot (2\cdot a)\cdot \ldots \cdot ((p-1)\cdot a){\bmod {p}}=1\cdot 2\cdot \ldots \cdot (p-1)}, dus is {\displaystyle 1\cdot 2\cdot \ldots \cdot (p-1)\cdot a^{p-1}\equiv 1\cdot 2\cdot \ldots \cdot (p-1){\bmod {p}}}.
Daaruit volgt dat {\displaystyle a^{p-1}\equiv 1{\bmod {p}}} en door beide zijden met {\displaystyle a} te vermenigvuldigen dat {\displaystyle a^{p}\equiv a{\bmod {p}}}.

## Pseudo-priemgetallen
Het omgekeerde van de kleine stelling van Fermat is niet algemeen geldig.
Als voor zekere gehele {\displaystyle a} en {\displaystyle k} geldt dat
{\displaystyle a^{k}\equiv a{\bmod {k}}},
dan is {\displaystyle k} niet noodzakelijk een priemgetal.
Een getal {\displaystyle q} dat geen priemgetal is, maar waarvoor geldt dat
{\displaystyle a^{q}\equiv a{\bmod {q}}}
voor zekere {\displaystyle a} wordt een pseudopriemgetal genoemd. Als {\displaystyle q} de eigenschap heeft dat het bovengenoemde geldt voor elke {\displaystyle a}, dan heet {\displaystyle q} een carmichael-getal. Hierbij is de naam fermattest bedacht: als een getal {\displaystyle r} voldoet aan
{\displaystyle a^{r}\equiv a{\bmod {r}}}
voor zekere {\displaystyle a} dan is {\displaystyle r} een priemgetal of een pseudo-priemgetal.
Er is bewezen dat er oneindig veel pseudo-priemgetallen bestaan, maar binnen de gehele getallen zijn de pseudo-priemgetallen wel 'dunner gezaaid' dan de priemgetallen.

## Laatste stelling van Fermat
De kleine stelling van Fermat mag niet worden verward met de laatste stelling van Fermat, die zegt dat de vergelijking {\displaystyle x^{n}+y^{n}=z^{n}} geen geheeltallige oplossing heeft verschillend van 0 voor alle gehele waarden van {\displaystyle n} groter dan 2. De stelling werd in november 1994 bewezen door de Britse wiskundige Andrew Wiles.